# Lotta Schelin
Charlotta Eva (Lotta) Schelin (Stockholm, 27 februari 1984) is een Zweeds voormalig voetbalster. Ze nam deel aan de Olympische Spelen van 2004, 2008 en 2012 en aan meerdere EK's en WK's. In Zweden werd Schelin meermalen tot speelster van het jaar gekozen. Tot 2016 speelde ze bij Olympique Lyonnais. Na deze periode stapte ze over naar FC Rosengård, waarna ze haar voetballoopbaan beëindigde door aanhoudende blessures. Met Olympique Lyonnais won ze onder andere driemaal de UEFA Women's Champions League in 2010/11, 2011/12 en 2015/16. In 2012 werd in Japan de eerste editie van het International Women's Club Championship gewonnen.

## Erelijst
Als speelster
 Olympique Lyonnais
- Division 1: 2008/09, 2009/10, 2010/11, 2011/12, 2012/13, 2013/14, 2014/15, 2015/16
- Coupe de France: 2011/12, 2012/13, 2013/14, 2014/15, 2015/16
- UEFA Women's Champions League: 2010/11, 2011/12, 2015/16
- International Women's Club Championship: 2012
- Valais Women's Cup: 2014

 Rosengård
- Svenska Cupen:  2016

 Zweden
- Algarve Cup: 2009

Individueel
- Als speelster won Schelin diverse prijzen, waaronder meermaals de Diamantbollen voor beste Zweedse speelster.